# Lamprophis aurora
Lamprophis aurora är en ormart som beskrevs av Carl von Linné 1758. Lamprophis aurora ingår i släktet Lamprophis och familjen snokar. Inga underarter finns listade i Catalogue of Life.

## Utseende
Denna orm blir 50 till 80 cm lång. Den har en grön grundfärg och en orange längsgående strimma på ryggen samt lodrätta pupiller. Ungar kännetecknas av gula punkter på kroppen. Huvudet är tydlig skild från kroppen och den ogiftiga ormen har inga långa hörntänder. Ungarna är allmänt mörkare och de kan under vissa tider förväxlas med Homoroselaps lacteus.

## Utbredning och ekologi
Arten förekommer i Sydafrika, Lesotho och Botswana. Den lever i låglandet och i bergstrakter upp till 1700 meter över havet. Individerna vistas i fuktiga savanner, i gräsmarker och i landskapets fynbos. Lamprophis aurora besöker ofta vattendrag och den gömmer sig ofta under stenar. Honor lägger 8 till 12 ägg under sommaren. Födan utgörs av unga gnagare och av små ödlor. Ibland används termitstackar som gömställe. Exemplaren är nattaktiva. Bytesdjuren kvävs ihjäll. Äggen är ungefär 35 mm långa och 20 mm breda. När ungarna kläcks har de en längd av 200 till 225 mm.

## Hot
Gräsmarkernas omvandling till jordbruksmark eller samhällen hotar regionala bestånd. Hela populationen anses vara stabil. IUCN kategoriserar arten globalt som livskraftig.